# Сандро Річчі
Сандро Мейра Річчі (порт. Sandro Мейра Ricci; народився 19 листопада 1974) — бразильський футбольний арбітр з Федерального округу Бразилії. З 2006 року входить до складу арбітрів Бразильської конфедерації футболу (CBF), з 2011 є арбітром ФІФА. Судить матчі чемпіонату Бразилії, Кубка Лібертадорес та Південноамериканського кубка.
2010 року отримав нагороду як найкращий арбітр чемпіонату Бразилії. 2011 року став другим найкращим арбітром чемпіонату Бразилії. Працював на матчах відбіркового турніру чемпіонату світу 2014. У березні 2013 року був включений ФІФА в список кандидатів на роботу на матчах чемпіонату світу 2014. У грудні 2013 року судив два матчі клубного чемпіонату світу, у тому числі фінальний.
Один з арбітрів розіграшу фінального турніру чемпіонату світу 2014 року в Бразилії.
З жовтня 2015 обслуговує відбіркові матчі до чемпіонату світу 2018 року.
Влітку 2016 обслуговував матчі чоловічого Олімпійського турніру в Ріо-де-Жанейро.